# 2130.
2130. je četrto desetletje v 22. stoletju med letoma 2130 in 2139. 